# Descrizione di una battaglia
Descrizione di una battaglia (in tedesco Beschreibung eines Kampfes) è un racconto scritto da Franz Kafka tra il 1903 e il 1907 e pubblicato postumo da Max Brod. Presente nella raccolta di Racconti a cura di Ervino Pocar in una sola stesura, anche se le due stesure rimasteci, entrambe curate e in bella copia, differenziano in diversi punti, è una delle primissime prove di Kafka che sono sopravvissute.
Il capitolo III della seconda copia manoscritta concorda con il racconto Bimbi sulla via maestra, primo racconto della raccolta Kinder auf der Landstraße (1913) con una breve premessa di poche righe.
In precedenza era stato stampato in Descrizione di una battaglia e altri racconti della collana "Medusa" nel 1961.

## Struttura
- Capitolo I

La storia inizia con una poesia di cinque righe. Un giovane, la voce narrante, racconta della 'conoscenza' che ha fatto partecipando ad una festa.
- Capitolo II. Divertimenti ossia Dimostrazione che è impossibile vivere

Il narratore usa la persona che ha incontrato come un cavallo e gli monta in groppa
- - Cavalcata

Durante la cavalcata vede molti bei paesaggi.
- - Passeggiata
  - Il grassone

Appare un uomo grasso come un Buddha orientale trasportato in lettiga.
- -     - a. Allocuzione al paesaggio

Il grassone gli dice come il paesaggio lo disturbi nelle sue riflessioni e pensieri profondi.
- -     - b. Colloquio iniziato con l'orante
    - c. Storia dell'orante
    - d. Continuazione del colloquio tra il grassone e l'orante

  - 4. Scomparsa del grassone

Il grassone scompare all'interno d'una cascata.
- Capitolo III.

Tornato alla realtà il narratore prosegue la sua passeggiata invernale lungo la collina Petřín in compagnia dell'amico.

## Edizioni
- Racconti, a cura di Ervino Pocar, "I Meridiani" Arnoldo Mondadori Editore, Milano 1970, pp. 3–54 e nota pp. 601–02.
- Opere, Sansoni, Firenze, 1983 ISBN 88-450-5065-3